# ويلفريد بورشيت
ويلفريد غراهام بورشيت (16 سبتمبر 1911- 27 سبتمبر 1983) صحفي أسترالي معروف بأنه أول صحفي غربي يقدم تقريرًا من هيروشيما بعد إلقاء القنبلة النووية، وبتقديمه تقاريرًا من «الجانب الآخر» خلال الحروب في كوريا وفيتنام.
بدأ بورشيت عمله في الصحافة مع بداية الحرب العالمية الثانية، وقدم خلالها تقارير من الصين، وبورما، واليابان وغطى الحرب في المحيط الهادئ. قدم بعد الحرب تقارير عن المحاكمات في المجر، والحرب الكورية، وحرب فيتنام وعن كمبوديا تحت حكم بول بوت. حقق خلال الحرب الكورية في مزاعم حكومة كوريا الشمالية بأن الولايات المتحدة قد استخدمت السلاح البيولوجي ودعمها. كان أول صحافي غربي يجري مقابلة مع يوري غاغارين بعد أول رحلة تاريخية لغاغارين إلى الفضاء (فوستوك1). لعب دورًا في تحريك أول غوث غربي كبير إلى كمبوديا بعد أن حررتها فيتنام في عام 1979.
كان ناشطًا سياسيًا مناهضًا للإمبريالية يضع نفسه دائمًا بين الأحداث والناس الذي يكتب عنهم. أثارت تقاريره عداءً بين الحكومتين الأسترالية والأمريكية ونُفي فعليًا من أستراليا لنحو 20 عام قبل أن تمنحه حكومة ويتلام الجديدة جواز سفر جديد.

## بداية حياته
ولد بورشيت في كليفتون هيل، ميلبورن عام 1911 لوالده جورج هارولد وماري جين إيفلين بورشيت (كنيتها قبل الزواج دافني). كان والده عامل بناء، ومزارعًا، وواعظًا ميثوديًا ذا قناعات راديكالية «وأشبع بورشيت بنهج تقدمي تجاه الهند البريطانية، والاتحاد السوفييتي والصين الجمهورية». أمضى شبابه في بلدة جيبسلاند الجنوبية في بونغ ثم في مدينة بالارات، حيث التحق ويلفريد بالمدرسة الثانوية الزراعية. أجبره الفقر على ترك المدرسة في سن الخامسة عشر والعمل في وظائف مختلفة غربية، بما فيها بائع مكانس كهربائية وعامل زراعي. درس في وقت فراغه لغات أجنبية، وبشكل رئيسي الفرنسية والروسية.
في عام 1937، ترك بورشيت أستراليا متجهًا إلى لندن على متن سفينة. وجد هناك عملًا في وكالة سفر يهودية اسمها فلسطين والشرق لويد المحدودة التي كانت تعيد توطين اليهود من ألمانيا النازية في فلسطين البريطانية والولايات المتحدة. التقى في هذا العمل إيرنا ليوي، كنيتها قبل الزواج هامر، وهي لاجئة يهودية من ألمانيا، وتزوجا في عام 1938 في هامبستيد. زار ألمانيا في عام 1938 قبل أن يعود إلى أستراليا مع زوجته في عام 1939. بعد عودته إلى أستراليا كتب رسائل إلى الصحف يحذرهم من خطر النزعة العسكرية الألمانية واليابانية. بعد إعلان إنجلترا الحرب، أصبح مطلوبًا بصفته «أحد آخر الأستراليين الذين يغادرون ألمانيا قبل الحرب».

## مسيرته المهنية كصحفي بين 1940-1978

### الحرب العالمية الثانية
بدأ بورشيت مسيرته المهنية في الصحافة في عام 1940 عندما حصل على اعتماد من وكالة أسوشييتد بريس الأسترالية ليقدم تقاريرًا عن الثورة ضد فرنسا الفيشية في مستعمرة نيو كاليدونيا في جنوب المحيط الهادئ. روى تجاربه في كتابه جزيرة الكنز في المحيط الهادئ: نيو كاليدونيا. قال المؤرخ بيفرلي سميث أن هذا الكتاب يصف وجهة نظر بورشيت عن «الطريقة التي يمكن أن تطور بها الثقافة الأسترالية وأعرافها، كما برزت في تجارب الرواد، بما ينسجم مع ثقافات الشعوب المحررة في آسيا المجاورة».
سافر بورشيت بعدها إلى العاصمة الصينية حينها، تشونغتشينغ، ليصبح مراسلًا لصحيفة لندن ديلي إكسبرس وكتب أيضًا لصحيفة سيدني ديلي تلغراف. أصيب أثناء تغطيته للحملة البريطانية في بورما. غطى أيضًا التقدم الأمريكي في المحيط الهادئ تحت قيادة الجنرال دوغلاس ماك آرثر.

### هيروشيما
كان بورشيت في أوكيناوا عندما سمع في الإذاعة أن «أول قنبلة ذرية في العالم قد ألقيت على مكان يدعى هيروشيما». كان أول صحفي غربي يزور هيروشيما بعد إلقاء القنبلة الذرية، ووصل لوحده عن طريق القطار من طوكيو في 2 سبتمبر، اليوم الذي سبق إعلان اليابان استسلامها الرسمي، بعد رحلة دامت ثلاثين ساعة منتهكًا فيها قوانين الجنرال ماك آرثر. كان أعزل، ويحمل حصصًا غذائية مكونة من سبع وجبات غذائية، ومظلة سوداء وآلة كاتبة من طراز بيبي هيرمز. صادف خلال تغطيته الصحفية حفلة صحفية نظمها تيكس مكراري للترويج للقوات الجوية الأمريكية وأشار لاحقًا إلى المجموعة بأنها مجموعة «مراسلين متدربين في المنازل» يشاركون في عملية «تستر». طُبعت رسالة شيفرة مورس الخاصة به على الصفحة الأولى لصحيفة ديلي إكسبرس في لندن بتاريخ 5 سبتمبر عام 1945. كان عنوانها «الطاعون الذري»، وعنوانها الفرعي «أكتب هذا كتحذير إلى العالم»، وجاء في بدايتها:
في هيروشيما، بعد أن دمرت القنبلة الذرية المدينة بثلاثين يومًا وصدمت العالم، ما زال الناس يموتون في ظروف غامضة ومروعة -أشخاص لم يصابوا بأي أذى من الكارثة- بسبب شي غير معروف أستطيع وصفه بأنه طاعون ذري. لا تبدو هيروشيما كمدينة تعرضت للتفجير. بل تبدو كما لو أن مدحلة بخارية ضخمة قد مرت فوقها وسحقتها من الوجود. أكتب هذه الوقائع بتجرد قدر المستطاع على أمل أن تكون بمثابة تحذير إلى العالم.
في هذا «السبق الصحفي للقرن»، والذي كان له تأثير عالمي، تم استبدال توقيع بورشيت بشكل خاطئ على أنه «بقلم بيتر بورشيت».
كان ماك آرثر قد فرض قيودًا على دخول الصحفيين إلى المدن التي تعرضت للقصف، وراقب التقارير عن الدمار الذي تسبب به تفجير هيروشيما وناغازاكي. تم التقليل من قيمة عدد الضحايا المدنيين وتم استبعاد وجود آثار قاتلة متأخرة للإشعاع. نشرت صحيفة نيويورك تايمز قصة في الصفحة الأولى بعنوان «لا نشاط إشعاعي في دمار هيروشيما». أخفى المراقبون العسكريون قصة مؤلفة من 25 ألف كلمة عن تفجير ناغازاكي قدمها جورج ويلر من صحيفة شيكاغو ديلي نيوز.
كان تقرير بورشيت هو أول تقرير في الإعلام الغربي يذكر تأثيرات الإشعاع والغبار النووي، وبالتالي، شكل مصدر إحراج كبير للجيش الأمريكي. ردًا على ذلك، اتهم مسؤولون أمريكيون بورشيت أنه تحت تأثير الدعاية اليابانية. فقد بورشيت اعتماده الصحفي وطلب منه مغادرة اليابان، رغم هذا الطلب ألغي لاحقًا. إضافة إلى ذلك، تمت مصادرة الكاميرا خاصته التي تحوي صور هيروشيما، بينما كان يوثق المرض المستمر في أحد مستشفيات طوكيو. أرسل الفيلم إلى واشنطن وصنف على أنه سري قبل أن يتم إصداره في عام 1968. شجع الجيش الأمريكي الصحفي ويليام إل لورنس من صحيفة نيويورك تايمز كي يكتب مقالات ترفض التقارير المتعلقة بمرض الإشعاع على اعتبارها جزء من المحاولات اليابانية لتقويض المعنويات الأمريكية. كتب لورنس، الذي كانت تدفع له أيضًا وزارة الحرب الأمريكية، مقالات حسب رغبة الجيش الأمريكي رغم أنه كان مدركًا لتأثيرات الإشعاع بعد مراقبة أول اختبار للقنبلة الذرية في 16 يونيو عام 1945، ومدركًا لتأثيره على السكان المحليين والمواشي.
كتب بورشيت عن تجاربه في كتابه، «ظلال هيروشيما».

### أوروبا الشرقية
بعد ثلاث سنوات من عمله في اليونان وبرلين في صحيفة ديلي إكسبرس، بدأ بورشيت يقدم تقاريرًا عن أوروبا الشرقية لصحيفة التايمز. قام بتغطية بعض المحاكمات السياسية بعد الحرب في المجر، بما فيها محاكمة الكاردينال ميدسنتي في عام 1949، ومحاكمة الشيوعي لاسزلو راجك، الذي أدين وأعدم في العام نفسه. وصف بورشيت راجك بأنه «جاسوس تيتوي» وأنه «أداة للمخابرات الأمريكية والبريطانية». أشاد بورشيت بعمليات التطهير الستالينية في بلغاريا: «كان المتآمرون البلغاريون الذراع الأيسر للذراع الأيمن الرجعي المجري».
في سيرته الذاتية، اعترف بورشيت لاحقًا أن شكوكًا بدأت تراوده حول المحاكمات عندما تبرأ أحد البلغاريين من اعتراف موقّع له. اتهم المجري تيبور ميراي بورشيت بالتضليل فيما يتعلق بالمحاكمات والثورة المجرية التي تبعتها عام 1956 والتي كان معارضًا لها.